# Agata Passent
Agata Maria Passent (Varsovia, 4 de enero de 1973 - periodista cultural y de opinión polaca.

## Biografía
Es hija del periodista, traductor y diplomático Daniel Passent y de la poetisa Agnieszka Osiecka. Estudió Filología Germánica en la Universidad de Harvard, nostrificando luego su título en la Universidad de Varsovia.
Colaboradora fija de las revistas Tu estilo (Twój styl) y Tu hijo (Twoje dziecko). Es fundadora y presidenta de la Fundación Okularnicy, dedicada a difundir la obra de su madre. Conjuntamente con Filip Łobodziński dirige el programa literario televisivo Xięgarnia (La librería).
Radica en Varsovia.

## Libros publicados
- Sobre la ciudad (Miastówka). Artículos reunidos sobre la ciudad de Varsovia. Con fotografías de Kacper Lisowski. Varsovia, Editorial Pracownia Słów, 2002.[3][4]
- Olbiński y la ópera (Olbiński i opera), 2003.
- Todo perfecto (Jest fantastycznie). Artículos reunidos con ilustraciones de Bohdan Butenko. Editorial NoNoBo, 2004.[5]
- El Palacio siempre vivo (Pałac wiecznie żywy). Sobre el Palacio de la Cultura y la Ciencia. Edición bilingüe, en polaco y en inglés, 2004.[6]
- Estación Varsovia (Stacja Warszawa). Reunión de audiciones del programa del mismo nombre que la autora dirigió en Radio PiN. Con fotografías de Wojtek Wieteska, 2007.[7]
- ¿Un hijo? ¡Madre mía! (Dziecko? O matko!). Artículos reunidos sobre la maternidad y crianza de niños, Editorial Edipresse, 2011.[8]
- ¿Quién se lo hizo? (Kto to Pani zrobił?). Artículos reunidos, 2014.[9]
- Conjuntamente con Jan Borkowski está elaborando El Gran Cancionero de Agnieszka Osiecka, de catorce tomos. Ya salieron publicados diez tomos.

## Obra traducida a otros idiomas
- Warsaw Station, Editorial Nowy Świat, 2007. Traducido al inglés por Maciej Światełko - Nachtlicht.[10]

## Participación en publicaciones conjuntas
- Manual de un polaco mundano (Podręcznik obytego Polaka), Editorial Sens, 2004.[11]